# Gamewave
Gamewave är en musikstil som involverar simulation av videospelsmusik medelst digitala instrument.
Det är en genre som utvecklats ut ur Chiptune och Bitpop -musiken som var mest populär i början på 90-talet. Den stora skillnaden är dock att Gamewave har element av mer moderna synthljud. Slagsmålsklubben är en grupp som sysslar med produktion av denna form av musik. Två låtexempel är "Sponsored by Destiny" samt "Smedby Eyes".

## Gamewavegrupper/-artister (urval)
- 047
- Bossfight
- BunnyMajs
- Dunderpatrullen
- FantomenK
- Nattwarden/NWN
- Slagsmålsklubben/50hertz
- Unicorn Kid